# معهد الإدارة التقني
معهد الإدارة التقني يقع في محافظة بغداد في مجمع المعاهد في الزعفرانية بجانب معهد اعداد المدربين ويعد من المعاهد التابعة للجامعة التقنية الوسطى التي تهتم بإعداد الملاكات الوسطى بالتخصصات الإدارية، تأسس عام 1976 ويستقبل الطلاب من مخرجات التعليم الثانوي ( العلمي والأدبي والتجاري ) ومعهد بغداد للسياحة والفندقة لمنحهم شهادة الدبلوم التقني في التخصصات الإدارية،

## اقسام المعهد
1. تقنيات أدارة المكتب تأسس عام 1976
2. تقنيات أدارة المواد تأسس عام 1976
3. الإدارة القانونية تأسس عام 1980
4. المحاسبـة تأسس عام 1980
5. أنظمة الحاسبات تأسس عام 1987
6. قسم السياحة وينقسم إلى قسمين
7. أدارة الفنادق تأسس عام 1986
8. الإرشاد السياحي تأسـس عام 1993